# Tennis ai Giochi della IV Olimpiade
Le partite di tennis dei Giochi della IV Olimpiade si sono svolte tra il 6 maggio e l'11 luglio 1908 all'All England Lawn Tennis and Croquet Club di Londra. Per la prima nella storia del tennis olimpico sono stati disputati tornei a livello sia indoor che outdoor.

## Formula

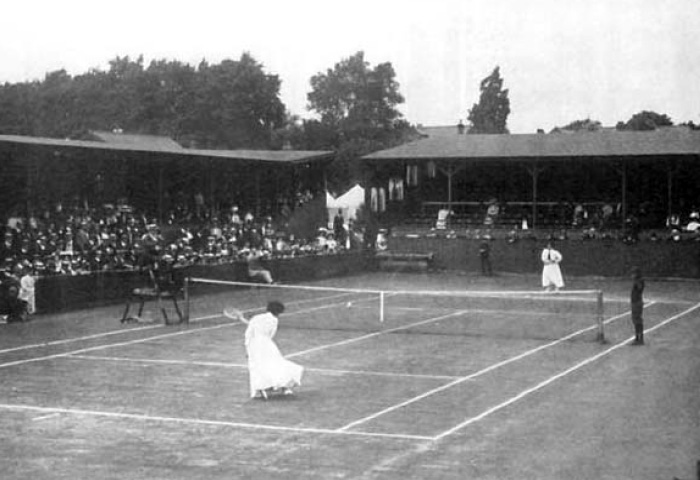
Finale femminile nella fase outdoor sul Centre Court a Wimbledon

Il torneo di tennis era suddiviso in due fasi, nella prima metà di maggio si svolsero gli incontri indoor presso il Queen's Club, nella prima metà di luglio quelli all'aperto a Wimbledon. Gli incontri al chiuso seguirono i campionati britannici che si erano svolti nella stessa sede, gli unici partecipanti stranieri alla prima fase furono due uomini e due donne svedesi. Nella finale del singolo Arthur Gore sconfisse George Caridia. La medaglia di bronzo andò a Josiah Ritchie il cui avversario, Wilberforce Eaves, ebbe un attacco di debolezza improvvisa.
La vincitrice del torneo femminile fu Gwendoline Eastlake-Smith, Arthur Gore e Herbert Barrett vinsero la medaglia d'oro nel doppio maschile.
Il torneo sull'erba ebbe luogo immediatamente dopo il torneo di Wimbledon, molti dei giocatori migliori avevano già lasciato la città visto che il prestigio del torneo non era comparabile con quelle embrionale dei giochi olimpici. Tra gli assenti il già citato Arthur Gore, vincitore del torneo e campione olimpico della fase indoor.
Nonostante le numerose assenze gli organizzatori non rividero il cartellone degli incontri cosicché molti giocatori arrivarono alle fasi finali senza nemmeno aver disputato un incontro. Questo svarione organizzativo fu particolarmente evidente nel torneo femminile dove la britannica Dora Boothby giunse in finale senza aver disputato un solo incontro, venne sconfitta dalla connazionale Dorothea Douglass che all'epoca era la migliore tennista mondiale. Nella finale maschile vinse il britannico Josiah Ritchie che sconfisse il tedesco Otto Froitzheim. Il doppio maschile vide la vittoria dei britannici George Hillyard e Reggie Doherty.

## Podi

### Uomini

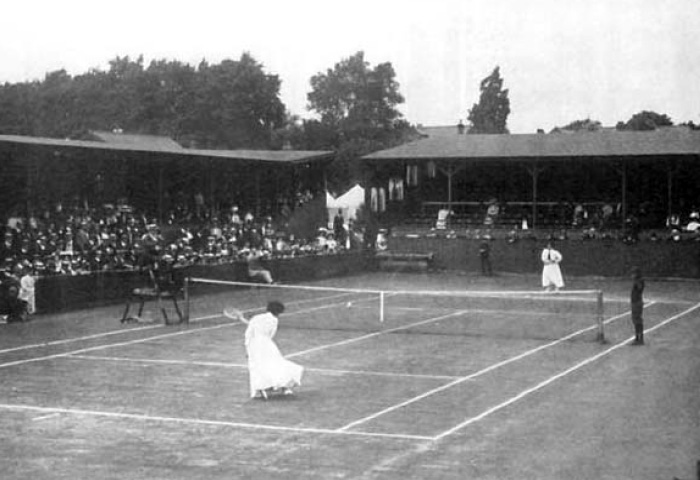
Una foto della finale del singolare femminile

| Evento                                | Oro                                          | Argento                                        | Bronzo                                      |
| Singolare maschile indoor (dettagli)  | Arthur Gore                                  | George Caridia                                 | Josiah Ritchie                              |
| Singolare maschile outdoor (dettagli) | Josiah Ritchie                               | Otto Froitzheim                                | Wilberforce Eaves                           |
| Doppio maschile indoor (dettagli)     | Gran Bretagna Arthur Gore Herbert Barrett    | Gran Bretagna George Caridia George Simond     | Svezia Wollmar Boström Gunnar Setterwall    |
| Doppio maschile outdoor (dettagli)    | Gran Bretagna George Hillyard Reggie Doherty | Gran Bretagna Josiah Ritchie James Cecil Parke | Gran Bretagna Clement Cazalet Charles Dixon |

### Donne
| Evento                                 | Oro                       | Argento          | Bronzo              |
| Singolare femminile indoor (dettagli)  | Gwendoline Eastlake-Smith | Alice Greene     | Märtha Adlerstråhle |
| Singolare femminile outdoor (dettagli) | Dorothea Chambers         | Penelope Boothby | Joan Winch          |

## Medagliere
| Posizione | Paese         |   |   |   | Totale |
| --------- | ------------- | - | - | - | ------ |
| 1         | Gran Bretagna | 6 | 5 | 4 | 15     |
| 2         | Germania      | 0 | 1 | 0 | 1      |
| 3         | Svezia        | 0 | 0 | 2 | 2      |
| Totale    | Totale        | 6 | 6 | 6 | 18     |